# Niels-Henning Ørsted Pedersen
Niels-Henning Ørsted Pedersen (ur. 29 maja 1946 w Roskilde, zm. 19 kwietnia 2005 w Kopenhadze) – duński basista jazzowy, znany ze swojej imponującej techniki oraz stylu, postrzeganemu przez niektórych jako kontynuacja innowacyjnej twórczości Scotta LaFaro. Zwany "wspaniałym Duńczykiem z niekończącym się imieniem", Pedersen był przez swoich fanów nazywany po prostu NHØP. Urodził się w Osted, nieopodal Roskilde, mieście położonym kilkadziesiąt kilometrów od Kopenhagi, w której to zmarł w 2005 roku na niewydolność serca.
Pedersen, będąc synem organisty kościelnego, rozpoczął naukę gry na pianinie w wieku siedmiu lat. Mając lat trzynaście był na tyle wysoki, iż mógł podjąć lekcje gry na kontrabasie, ażeby dołączyć do rodzinnej orkiestry. Już dwa lata później grał w słynnym kopenhaskim jazz klubie Montmartre Jazzhus, stając się członkiem lokalnego trio, które akompaniowało całej plejadzie jazzmanów-solistów gościnnie tam występujących. Wśród nich znalazły się takie sławy jak saksofoniści Don Byas, Stan Getz, Dexter Gordon, Jackie McLean, Sonny Rollins i Ben Webster, trębacze Chet Baker, Kenny Dorham i Art Farmer, multiinstrumentalista Rahsaan Roland Kirk, pianiści Bill Evans i Bud Powell oraz wokalistka Ella Fitzgerald. W wieku siedemnastu lat NHØP dostał propozycję gry w orkiestrze Counta Basiego, którą był zmuszony odrzucić, głównie z powodu swojego wieku, ale także zamiaru ukończenia studiów.
Instynktowne zrozumienie frazy jazzowej przez Pedersena oraz jego niesamowite wyczucie harmonii pozwoliły mu wpasować się w zaskakującą ilość różnorodnych stylów, nawet w tak awangardowe jak te Archiego Sheppa i Alberta Aylera, z którymi również występował. Jednakże jak bardzo daleko nie odchodziłby od głównego nurtu jazzu w kierunku tych mniej konwencjonalnych, to właśnie w tym klasycznym czuł się najlepiej. Między 1964 a 1982, oraz okazjonalnie później, był członkiem Big Bandu Duńskiego Radia, jednej z najlepszych orkiestr jazzowych w Europie. W 1993 roku nagrał z nią album Ambiance, na którym jego niezwykłą technikę słychać w całej okazałości. Zasłynął ze swojej metody grania wszystkimi czterema palcami prawej ręki na kontrabasie (pizzicato), która umożliwiła mu wykonywanie bardzo szybkich przejść bez poświęcania jakości dźwięku. Pomimo iż używał wzmacniacza, zawsze jego dźwiękowi towarzyszył głęboki, drewniany pogłos.
W pierwszej połowie lat 70. Pedersen współtworzył duet z amerykańskim pianistą Kennym Drewem, występując na wielu europejskich festiwalach. To właśnie oni razem nagrali w 1973 roku słynny album, Duo. Nagrywał także w innych duetach, z gitarzystami Joem Passem oraz Philipem Catherinem, ale to właśnie współpracy z legendarnym, kanadyjskim pianistą, Oscarem Petersonem, zawdzięcza międzynarodową sławę. Od 1974 aż do 1987 koncertował regularnie jako członek Peterson's Trio. Początkowo został zatrudniony jako nagłe zastępstwo za oryginalnego basistę Petersona, Raya Browna, zresztą z jego własnej rekomendacji. "Jest jedynym basistą, jakiego znam, który może utrzymać poziom" (ang. "He's the only one I know that might keep up with you") – te słowa wypowiedziane przez Browna do Petersona okazały się prorocze. Sam Peterson napisał we swoich wspomnieniach: "Swoją wirtuozerią kontrabasu przewyższa każdego, kogo znam". Prawdopodobnie najlepszym z wielu nagrań Pedersena z tym właśnie trio jest Koncert Paryski (The Paris Concert) z 1978 roku. Współpracował także ze Stéphane'em Grappellim.
Pedersen był mocno przywiązany do swoich duńskich korzeni. Często szukał inspiracji w duńskiej poezji oraz muzyce ludowej. W ostatnich latach swojego życia przewodził wielu stworzonym przez siebie zespołom, składającym się głównie ze skandynawskich muzyków. Pośród nich znaleźli się między innymi gitarzysta Ulf Wakenius, trębacz Palle Mikkelborg czy pianista Kenneth Kundsen. Wielu z nich współtworzyło razem z Pedersenem słynny projekt Milesa Davisa i Mikkelborga – Aura, nagranego 1985 w Kopenhadze i wydanego w 1989 roku; albumu, który dostał nagrodę Grammy za najlepsze wykonanie instrumentalne w 1990. NHØP również nauczał w słynnym Rytmisk Musikkonservatorium w Kopenhadze, otrzymał także nagrodę Nordisk Råds Musikpris (Muzyczna Nagroda Rady Nordyckiej) w 1991 za całokształt twórczości.
Pedersen, który dzisiaj pośmiertnie uważany jest za największego duńskiego jazzmana oraz jednego z najbardziej wpływowych basistów w jazzie, był jednym z najczęściej nagrywanych muzyków jazzowych w historii, biorąc udział w ponad 400 wydanych na płycie projektach. Ciężko już znaleźć wielkiego muzyka, z którymi ten genialny artysta nie miał okazji współpracować i nagrywać przez prawie pół wieku, przez które tworzył.

## Dyskografia[potrzebnyprzypis]
- Duo 1973 (z Kennym Drewem)
- Jaywalkin' 1975
- Double Bass 1976 (z Samem Jonesem)
- Pictures 1976 (z Kennethem Knudsenem)
- Live at Montmartre vol 1 and 2. 1977 (ze Stanem Getzem)
- Roy Eldridge 4 / Montreux 77 1977
- Tania Maria 1978
- Northsea Nights 1979 (z Joem Passem)
- Night Child 1979 (z Oscar Peterson Quartet)
- Tania Maria & Niels-Henning Ørsted Pedersen 1979
- The Eternal Traveller 1984
- Heart to heart 1986 (z Palle Mikkelborgiem)
- Play with us 1987 (z Louis Hjulmand)
- Hommage/Once upon a time 1990 (z Palle Mikkelborgiem)
- Alice 1991 (z Maria João oraz Aki Takase)
- Uncharted Land 1992
- Ambiance 1993 (z Big Bandem Duńskiego Radia)
- Trio 2 1993 (z Philipem Catherinem oraz Billym Hartem)
- To a Brother 1993
- Misty 1994 (z Nielsem Lan Dokyem and Alexem Rielem)
- Those who were 1996
- Friends forever 1997
- This is all I ask 1998
- Concerts Inédits 2000 (z Michelem Petruccianim)